# Bill Bickford
William Campbell "Bill" Bickford (Norwalk (Connecticut), 7 juli 1956) is een Amerikaanse fusion- en jazzgitarist.

## Biografie
Bickford's vader was pianist, een oudere broer speelde klassieke gitaar. Hij begon op zijn veertiende gitaar te spelen. Hij studeerde aan Berklee College of Music (1974/1975) en aan City College in New York (1977-1979). Hij had ook les in compositie en arrangement. In de jaren 70 speelde hij o.m. met Dave Liebman, Pee Wee Ellis en een R&B-band. Van 1977 tot 1986 was hij lid van het orkest van Larry Elgart. Zijn eerste plaatopnames hadden plaats in 1979, met John McNeil. Van 1982 tot 1992 maakte hij deel uit van de groep van Joseph Bowie, Defunkt. Tevens werkte hij van 1984 tot 1991 met Jim Pepper en halverwege de jaren 80 met Donald Byrd, Jack McDuff en de door ex-leden van Defunkt opgerichte groep Liquid Hips.
In de jaren 90 werkte Bickford in Ed Schullers groep Eleventh Hour en in de fusion-band van Billy Cobham en Wolfgang Schmid. Vanaf 1996 speelde hij in Jack Walraths band Masters of Suspence. Vanaf 1988 werkte hij met zijn eigen trio Bigfood, met bassiste Kim Clarke en percussionist Bruce Ditmas. In 1990 trad hij met Jim Pepper en Ed Schuller op het jazzfestival van Münster op. 
In 1998 speelde Bickford in een jazzcombo met het WDR Rundfunkorchester Köln onder leiding van Gunther Schuller (Witchi-Tai-To - The Music of Jim Pepper) en in München met Marty Cook's band Conspiracy.  .

## Discografie (selectie)
- Bill Bickford's Bigfoot: Semi-Precious Metal (Tutu Records)
- Ed Schuller: Snake Dancing (Tutu, 1998)
- Billy Cobham/Wolfgang Schmid/Bill Bickford: Paradox (Tiptoe, 1996)
- Billy Cobham/Wolfgang Schmid/Bill Bickford: Paradox (Paradox, 1997)
- Billy Cobham/Wolfgang Schmid/Bill Bickford: Paradox (The first Second, 1998)
- Jack Walrath: Get Hit in Your Soul (ACT Records, 1998)